# 柴江運八郎
柴江 運八郎（しばえ うんぱちろう、1834年12月28日（天保5年11月28日）- 1912年（大正元年）10月29日）は、日本の武士（大村藩士）、剣術家（神道無念流、大日本武徳会剣道範士）。

## 経歴

### 生い立ち
肥前国大村藩の一刀流師範役・宮村佐久馬の次男として生まれ、父より一刀流剣術を学ぶ。後に柴江家の養子となった。

### 神道無念流修行
1854年（嘉永7年）6月、斎藤歓之助が大村藩の神道無念流師範役となり、一刀流・新陰流を学ぶ者がほとんどいなくなったという申し出があったということで一刀流・新陰流の稽古が停止されたが、実父・宮村佐久馬は、免許皆伝を受けた師恩があるので一刀流を守りたいとの旨を藩主に願い出たため、特別に一刀流の稽古を続けることを許された。運八郎も実父に従って一刀流の稽古を続けた。
同年7月、練兵館塾頭だった荘勇雄が藩校での神道無念流取立となり、藩校の剣術流儀が神道無念流に統一される。柴江は藩より藩校での神道無念流稽古を命じられた。

### 維新前後
1863年（文久3年）12月、渡辺清、渡辺昇、松林廉之助、長岡治三郎ら大村藩勤王派と共に「三十七士同盟」を結成。戊辰戦争では奥羽征討に従軍。
1874年（明治7年）、佐賀の乱に従軍。翌1875年（明治8年）、大阪府警察部に出仕し、警部まで昇進する。

### 大日本武徳会
その後、長崎県東彼杵郡に帰郷し、剣術を指導する。1897年（明治30年）、大日本武徳会から精錬証を、1903年（明治36年）、第1回の剣道範士号を授与される。
1906年（明治39年）、渡辺昇らと協議して大日本武徳会剣術形を制定。1911年（明治44年）、大日本帝国剣道形の制定委員に選ばれる。